# Suore della Passione di Nostro Signore Gesù Cristo
Le Suore della Passione di Nostro Signore Gesù Cristo (in polacco Siostry Męki Pana Naszego Jezusa Chrystusa) sono un istituto religioso femminile di diritto pontificio.

## Storia
La congregazione fu fondata il 13 luglio 1918 a Płock da Giuseppina Hałacińska (1867-1946), già monaca francescana a Kęty, che su consiglio di Onorato da Biała era entrata tra le suore serafiche e aveva governato per oltre trent'anni varie case dell'istituto.
L'istituto, aggregato all'Ordine dei Frati Minori dall'11 marzo 1922, ricevette il pontificio decreto di lode il 25 marzo 1953.

## Attività e diffusione
Le suore si dedicano all'istruzione e all'educazione cristiana della gioventù, all'assistenza ad anziani e ammalati e all'aiuto nelle parrocchie.
Oltre che in Polonia, sono presenti in Canada, Germania e Italia; la sede generalizia è a Varsavia.
Alla fine del 2011 la congregazione contava 207 religiose in 27 case.